# Reichsbahndirektion Oldenburg/O.
Die Reichsbahndirektion Oldenburg/O. war ein Verwaltungsbezirk der Deutschen Reichsbahn.

## Geschichte
Die spätere Reichsbahndirektion wurde 1867 als Großherzoglische Eisenbahndirection in Oldenburg gegründet. Zunächst umfasste die Direktion nur das Streckennetz der Großherzoglich Oldenburgischen Staatseisenbahnen des Großherzogtums Oldenburgs. 1914 wurden die Bahnstrecken der Preußischen Staatseisenbahnen von und um Wilhelmshaven übernommen, um den aufwändigen Inselbetrieb auf diesen Strecken durch die Preußischen Staatsbahnen zu vereinfachen.
1920 wurde die Eisenbahndirektion in Eisenbahndirektion Oldenburg/O. umbenannt, 1922 erhielt die Eisenbahndirektion mit Reichsbahndirektion Oldenburg/O. ihren endgültigen Namen. Die Reichsbahndirektion wurde mit dem 31. Dezember 1934 aufgelöst und  der Großteil des Streckennetzes von der Reichsbahndirektion Münster (Westf) übernommen. Nur
- die Bahnstrecke Bremen–Hude,
- die Bahnstrecke Hude–Blexen und
- die Bahnstrecke Delmenhorst–Lemwerder

kamen zur Reichsbahndirektion Hannover.

## Führung
Direktoren
Doppelspitzen
- 1. April 1867 bis 5. Januar 1873: Wilhelm Strackerjan
- 3. Februar 1870 bis 13. Oktober 1882: Ernst Buresch
- 1. Mai 1873 bis 1882: Peter-Friedrich Ramsauer

Alleinige Direktoren
- 19. März 1883 bis 30. Juni 1888: Peter-Friedrich Ramsauer
- 1. Juli 1888 bis 30. September 1892: Friedrich Bormann
- 1. Mai 1893 bis 7. Juli 1899: Otto von Mühlenfels
- 1. Juli 1899 bis Dezember 1915: Otto Graepel
- 8. Januar 1916 bis 19. November 1918: Julius Mutzenbecher

Präsident der Eisenbahndirektion
- 20. November 1918 bis 5. Juli 1922: Julius Mutzenbecher

Präsidenten der Reichsbahndirektion
- 6. Juli 1922 bis 31. August 1932: Julius Mutzenbecher
- 1. September 1932 bis 31. Dezember 1934: Hugo Arzt

## Weblink
- www.bahnstatistik.de: RBD Oldenburg